# Risiocnemis calceata
Risiocnemis calceata är en trollsländeart som beskrevs av Hämäläinen 1991. Risiocnemis calceata ingår i släktet Risiocnemis och familjen flodflicksländor. Inga underarter finns listade i Catalogue of Life.